# Музей миру Північної Кореї
37°57′40″ пн. ш. 126°39′52″ сх. д. / 37.961069444444° пн. ш. 126.66446944444° сх. д.
Північнокорейський музей миру знаходиться в будівлі, побудованій для підписання угоди про перемир'я в Корейській війні 27 липня 1953 року. Він розташований у колишньому селі Панмунджом у провінції Північний Хванхе, Північна Корея.
Знаходиться приблизно 1,2 км на північний захід від Об’єднаної зони безпеки (JSA), у північній половині демілітаризованої зони. Будівля — це все, що залишилося від колишнього села, і з середини 1950-х років згадки про Панмунджом фактично стосуються самої Об’єднаної зони безпеки. Йдеться про 1,9 км на північний схід від Kijong-dong, часто згадується як Propaganda Village.
Зброя, використана для вбивства капітана армії США Артура Боніфаса та лейтенанта Марка Барретта під час вбивства із сокирою 1976 року, знаходиться в музеї.
Над дверима є символ голуба. На момент підписання перемир'я всередині будівлі висіла копія картини Пабло Пікассо «Голуб». Американці заперечували проти нього як символу комунізму (Пікассо був комуністом), і це приховали.